# 海地共和国银行
海地共和国银行（法語： BRH）是海地的中央银行。 
该行积极推行金融融合政策，是金融联盟的成员机构。2013年，银行颁布了《玛雅宣言承诺书》以推进支付体系的现代化，并向普惠金融联盟组织提交了规范监督宏观金融机构的立法法案。
2024年3月19日，该行在2024年海地冲突中遭到袭击，银行保安与袭击者发生冲突，共造成3人死亡。 

## 历史
海地共和国银行是海地从法国独立之后创办的。
- 1825年9月，乔治·克拉克以德国公司赫尔曼·亨德里克的名义提议在海地创办银行，外商尼古拉斯·凯恩和国家秘书长巴尔萨扎·因吉纳克就这一提案进行了简短的讯息交流。但是从来没人接受该提议，也没人创立过赫尔曼·亨德里克公司。
- 1910年10月，法国、德国和美国的商人联合作出让步，建立了新的银行，即海地共和国国家银行（BNRH）。
- 1979年，BNRH分解为两个金融机构：商业银行国民信贷银行（BNC）和中央银行海地共和国银行。

## 职能
海地共和国银行的任务：
- 制定和执行国家的货币政策
- 发行纸币和硬币，并确定国家货币供应量
- 确定BRHS贷款总额、制定对外交易条款和政策
- 对银行存款准备金做出相关规定
- 保证可提供各投资银行所需贷款

1985年3月28日通过的银行法规定央行有以下四项职责：
- 维护国家货币在国内外的价值稳定性
- 确保支付系统的高效性和准确性
- 保证信用体系的稳定性
- 承担国家银行和财政部的部分职能

其主要目的是维持价格稳定性和较低的通货膨胀。